# Osmanya írás
Az osmanya írás (szomáli nyelven: farta Cismaanya 𐒍𐒖𐒇𐒂𐒖 𐒋𐒘𐒈𐒑𐒛𐒒𐒕𐒖), más megnevezéssel far Soomaali (𐒍𐒖𐒇 𐒘𐒝𐒈𐒑𐒛𐒘, "szomáliai írás"), arabul al-kitáb al-oszmánije (الكتابة العثمانية; "oszmán írás"), a szomáli nyelv leírására létrehozott egyik írásmód. 1920 és 1922 között alkotta meg Oszmán Juszuf Kenadid, a Hobjoi Szultánság szultánjának, Juszuf Ali Kenadid szultánnak a fia és Ali Juszuf Kenadid szultán testvére.

## Történelem

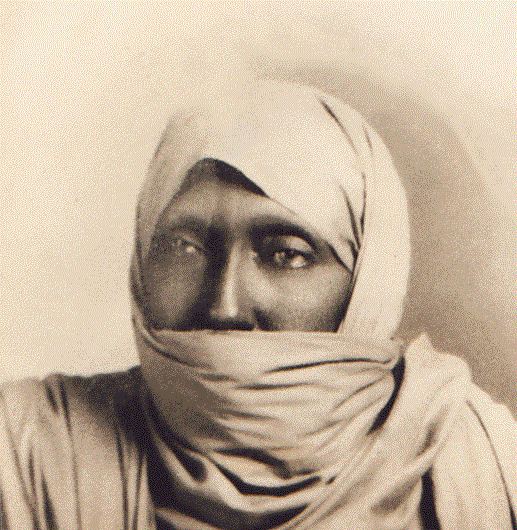
Oszmán Juszuf Kenadid, az írás megalkotója

Míg az osmanya meglehetősen széles körű elfogadásra tett szert Szomáliában, és gyorsan jelentős mennyiségű irodalmat hozott létre, a lakosság körében kevéssé terjedt el, főként a régóta fennálló arab írások (főként a helyi változat, a vadád írás), valamint a szomáliai latin ábécé jelenléte miatt, amelyet vezető szomáliai tudósok, köztük Musza Haji Ismail Galal, B.W. Andrzejewski és Shire Jama Ahmed fejlesztettek ki.
Ahogy nőttek a nacionalista érzelmek, és mivel a szomáliai nyelv már régóta elvesztette ősi írásmódját, az írásrendszer viták kereszttüzébe került. A függetlenség kivívása  után kevés előrelépés történt a kérdésben, mivel megoszlottak a vélemények  az arab vagy latin betűk használatáról. 
1972 októberében a latin írás egyszerűsége, a nyelv összes hangjával való megbirkózás képessége, a használatára tervezett gépek és írógépek elterjedése miatt  Mohamed Sziad Barre elnök ezt az írásrendszert tette hivatalossá az arab vagy az osmanya írások helyett.  Barre adminisztrációja ezt követően hatalmas műveltségi kampányt indított annak érdekében, hogy biztosítsa a latin írás kizárólagos elfogadását, ami az osmanya használatának meredek csökkenéséhez vezetett.

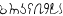
Szomália az írásrendszer betűivel leírva.

## Leírás
Az osmanya írásban az olvasás és az írás iránya balról jobbra halad. A betűnevek az arab írás betűnevein alapulnak, az ú és í magánhangzók átírása uu és ii, vagy a waaw és yaa betűkkel történik.
| Osmanya | Név    | latin | IPA         | Magyar     | Osmanya | Név     | latin | IPA         | magyar | Osmanya | Név  | latin | IPA      | magyar |
| ------- | ------ | ----- | ----------- | ---------- | ------- | ------- | ----- | ----------- | ------ | ------- | ---- | ----- | -------- | ------ |
|         | alef   | ʼ     | [ʔ]         | nem ejtjük |         | ba      | b     | [b]         | b      |         | ta   | t     | [t]      | t      |
|         | ja     | j     | [d͡ʒ]        | dzs        |         | xa      | x     | [ħ]         | x      |         | kha  | kh    | [χ]      | kh     |
|         | deel   | d     | [d]         | d          |         | ra      | r     | [r]         | r      |         | sa   | s     | [s]      | sz     |
|         | shiin  | SH    | [ʃ]         | sh         |         | dha     | dh    | [ɖ]         | dh     |         | cayn | c     | [ʕ]      | ?      |
|         | ga     | g     | [ɡ]         | g          |         | fa      | f     | [f]         | f      |         | qaaf | q     | [q]      | q      |
|         | kaaf   | k     | [k]         | k          |         | laan    | l     | [l]         | l      |         | miin | m     | [m]      | m      |
|         | nuun   | n     | [n]         | n          |         | waw, uu | w, uu | [w, ʉː, uː] | ú      |         | Ha   | h     | [h]      | h      |
|         | ya, ii | y, ii | [j, iː, ɪː] | í          |         | a       | a     | [æ, ɑ]      | a      |         | e    | e     | [e, ɛ]   | e      |
|         | I      | I     | [i, ɪ]      | I          |         | o       | o     | [ɞ, ɔ]      | o      |         | u    | u     | [ʉ, u]   | u      |
|         | aa     | aa    | [æː, ɑː]    | á          |         | ee      | ee    | [eː, ɛː]    | é      |         | oo   | oo    | [ɞː, ɔː] | ó      |

### Számok
Alkotója tízes számrendszert készített az ábécéhez:
| Számjegy | 0 | 1 | 2 | 3 | 4 | 5 | 6 | 7 | 8 | 9 |
| Osmanya  |   |   |   |   |   |   |   |   |   |   |

- Osmanya írógép
- Szomália térképe osmanya írással
- Szomáliai útlevél osmanya, latin betűs, és arab írással

## Fordítás
Ez a szócikk részben vagy egészben  az   Osmanya script című angol Wikipédia-szócikk ezen változatának fordításán alapul.  Az eredeti cikk szerkesztőit annak laptörténete sorolja fel. Ez a jelzés csupán a megfogalmazás eredetét és a szerzői jogokat jelzi, nem szolgál a cikkben szereplő információk forrásmegjelöléseként.